# راونتس (استان دوبریچ)
راونتس (به بلغاری: Ravnets) یک منطقهٔ مسکونی در بلغارستان است که در شهرستان جنرال توشوو واقع شده‌است.